# إيفان سابو
إيفان سابو (بالمجرية: Szabó Iván) هو اقتصادي وسياسي مجري، ولد في 8 يناير 1934 في بودابست في المجر، وتوفي بنفس المكان في 4 أغسطس 2005. حزبياً، نشط في Hungarian Democratic Forum ‏. وقد انتخب عضو الجمعية الوطنية المجرية.